# Jean-Paul Gallorini
Jean-Paul Gallorini, né le 1er juillet 1943 à Marseille, est un entraîneur français de chevaux de course, qui a remporté 2 500 victoires, dont 2 080 en obstacles. Jean-Paul Gallorini a été sacré 11 fois meilleur entraineur de France.

## Biographie
Fils d’une famille d’immigrés italiens, né en France à Marseille,,,, c'est par hasard que Jean-Paul Gallorini découvre le monde de l’entrainement des pur-sang alors qu'il se rendait en tant qu’apprenti maçon sur le site de Bonneveine (désormais Borely), où il se découvre une passion pour la course de chevaux, regardant les entrainements tôt le matin avant d'aller travailer.

### Carrière
Apprenti maçon, il rencontre l'entraineur Max Loviro chez qui il effectue des travaux, et devient ainsi apprenti jockey à l'âge de 16 ans,. Il est dirigé assez rapidement vers les courses d'obstacles. Il remporte, sous 76 kg, la Grande Course de Haies de Marseille, ainsi que le Grand Steeple de Marseille. C’est l'entraineur André Adèle qu’il rencontre la première fois à Cagne qui le fait venir à Maisons-Laffitte en 1963.
En avril 1973, à la suite d'un grave accident à Enghien, où il se fracture le crâne et la mâchoire, il cesse de monter les chevaux en courses et se consacre à l’entrainement de chevaux, réapparaissant sous ce titre sur les courses de chevaux en 1976. Au début, il entraine ses propres chevaux qu’il détecte parmi ceux destinés à la boucherie, ce qui lui permet de les acheter à moindre coût. Selon Libération, il est connu pour amener à la victoire des chevaux considérés comme « finis ».
A la disparition de l’entraineur Georges Pela, Jean-Paul Gallorini devient entraineur pour le marchand d’art Daniel Wildenstein jusqu’à sa mort en 2001. Jean-Paul Gallorini continue d'entrainer par la suite les chevaux du milliardaire défunt et connaît une difficulté en 2011, alors que son entreprise emploie 25 salariés et héberge 60 chevaux : les six chevaux de Wildenstein sont interdits de courir par une décision de justice faisant suite à une querelle entre héritiers. Entre février 2011 et août 2011, il perd 300 000 euros d'hébergement pour les six chevaux, plus le manque à gagner correspondant à des chevaux qu'il pourrait faire courir. Le Figaro titre alors : « La succession Wildenstein menace une star du hippisme ».
Jean Paul Gallorini sera également l’entraineur d'importantes casaques, comme l'écurie Zingaro ou celle du Comte Pierre de Montesson.
Il est le vainqueur de plus de 180 courses de groupe (plat et obstacle). ll comptabilise au total plus de 2 500 victoires, dont 2 080 en obstacles. Il a été reçu 11 fois la distinction de meilleur entraineur de l'année,.
Il a remporté 4 fois le grand steeple-chase de Paris : la première en 1979 avec le cheval Chinco, en 2001 et 2004 avec Kotkijet et en 2009 avec Remember Rose,.
Il façonna quelques-uns des meilleurs jockeys d'Auteuil. Il est présent auprès de Christophe Soumillon, qui remporte deux victoires dans la Grande Course de Haies d’Auteuil.
Il fut le premier entraineur d’obstacle à faire confiance à une femme jockey, il est à l'origine de la carrière de Béatrice Marie.

## Polémique
En 1981, il cumule les victoires avec un gain pour l'ensemble de ses chevaux de plus de 10 millions de francs. Mais une analyse de l'un de ses chevaux est positive au phénylbutazone, un anti-inflammatoire qui soulage les douleurs articulaires. Selon Libération, le produit ne fait pas courir les chevaux plus vite, mais fait néanmoins partie des produits interdits. Pour Le Monde, il s'agit cependant d'une « affaire de doping ». Jean-Paul Gallorini n'a jamais nié les faits, affirmant simplement que ses collègues sont nombreux à utiliser également ce produit, et critiquant un système où, selon lui, les commissaires sont juges et partie. Jean-Paul Gallorini affirme avoir utilisé le produit en massage, ignorant qu'il était en infraction, car cela était prescrit par un vétérinaire. En 1982, sa licence lui est retirée pendant une année. Après sa suspension, il reprend ses activités d'entraineur, tout en sachant que la moindre nouvelle trace de produit interdit dans une analyse de l'un de ses chevaux lui vaudra une suspension définitive. Il continue sa carrière en abandonnant l'anti-inflammatoire qui a provoqué sa chute, et retrouve la même réussite qu'auparavant.

### Filiation
Il est le père de l’entraineur Isabelle Gallorini.

## Palmarès

### Courses d'obstacle
Au 20/05/2016, Jean-Paul Gallorini avait remporté 180 victoires de Groupe (plat et obstacle).
| Groupes 1 | Groupes 1 | Groupes 1  | Groupes 1           | Groupes 1  |
| Année     | Course | Cheval     | Casaque             | Jockey     |
| --------- | --- | ---------- | ------------------- | ---------- |
| 1979      | Ferdinand Dufaure                                                                                             | Lapor d'or | Giuseppe Campanella | D. Leblond |
| 1979      | Grand Steeple-Chase de Paris                                                                                  | Chinco     | Giuseppe Campanella | P. Brame   |
| 1980      | Cambacérès | Grandak    | Daniel Wildenstein  | D. Leblond |
| 1981      | Grand Prix d'Automne                                                                                          | Whit       | Ecurie Du Centaure  | D. Leblond |
| 1981      | La Haye-Jousselin                                                                                             | Ardfern    | Daniel Wildenstein  | D. Leblond |
|           | Cette section est vide, insuffisamment détaillée ou incomplète. Votre aide est la bienvenue ! Comment faire ? |            |                     |            |